# International Football Association Board
La International Football Association Board (IFAB) és l'òrgan encarregat de determinar les regles de joc del futbol.
La IFAB es formà el 1882 en una reunió a la ciutat de Manchester de la federació anglesa (The Football Association), la Scottish Football Association, la Football Association of Wales i la Irish Football Association. La reunió decidí les regles a aplicar al joc a tots els països i creà la primera competició internacional, el Campionat Britànic de futbol.
La Fédération Internationale de Football Association (FIFA), l'òrgan mundial de govern del futbol, creat a París el 1904 s'adherí a aquestes normes creades per la IFAB. L'any 1913 representants de la FIFA ingressaren a la IFAB. Actualment, la IFAB la componen quatre membres de la FIFA i un de cada una de les quatre federacions del Regne Unit.